# Comunicación débil
Comunicación débil (en inglés: Soft communication) es un concepto en desarrollo que gira en torno al nuevo paradigma de relación de amistad que surge tras la aparición de las redes sociales, aquella que está a un clic de distancia; una amistad frívola, basada en lo superficial, donde el concepto de amigo se reduce a un número.

## Alusiones al término
Victor Keegan, en su columna de The Guardian sobre Internet, afirma en un artículo sobre redes sociales que estamos frente a una nueva filatelia, la de coleccionar amigos, donde más vale la cantidad que la calidad.
La amistad se ha convertido en la nueva moda. Según postula Eloy Fernández Porta en su artículo Revolución Facebook:

«La amistad antes estaba fundada en el prestigio de la oralidad, la espontaneidad, la complicidad y en fin, lo extraoficial.»
Fernández Porta, 2009

Según el autor la amistad ha sufrido un proceso aristocrático donde la retórica y la artificialidad que hay detrás de la escritura, es decir, la formalización textual, se han convertido en la tendencia del momento.